# Nothocercus nigrocapillus
Nothocercus nigrocapillus là một loài chim trong họ Tinamidae.